# March 761
La March 761 è una vettura da Formula 1 prodotta a metà degli anni settanta dall'azienda britannica March Engineering, portata in pista da diversi team nelle stagioni 1976 e 1977. 
La scuderia Williams (all'epoca Williams GP Engineering) ha esordito in Formula 1 con la March 761 nel Gran Premio di Spagna 1977. 

## Tecnica
Le scuderie fornite dall'azienda affiancavano al telaio uguale anche un identico propulsore Ford Cosworth DFV V8 gestito da un cambio Hewland DG 400 a cinque marce. L'impianto frenante era costituito da freni a disco, mentre il telaio era in configurazione monoscocca in alluminio.

## Attività sportiva

### 1976

#### March Engineering
Con il team March senza sponsorizzazioni nel 1976 corsero due piloti, Ronnie Peterson e Hans-Joachim Stuck, che malgrado i numerosi ritiri che dovettero subire ottennero anche i risultati migliori: per lo svedese, dopo un sesto posto in Austria, arrivò la pole nel GP d'Olanda, e nel successivo GP d'Italia la vittoria e il giro veloce, mentre il tedesco ottenne due quarti posti e un quinto posto.

#### Ovoro Merzario March
Nella stagione 1976 una 761 sponsorizzata Ovoro venne affidata al pilota italiano Arturo Merzario. Il campionato fu gramo di risultati, con numerosi ritiri e solo due GP portati a termine e un nono posto come miglior risultato al Gran Premio di Francia. Durante la stagione, Merzario fu anche uno dei piloti che salvò Niki Lauda dopo lo spaventoso incidente occorsogli al Nürburgring dopo aver perso il controllo della sua Ferrari ed essersi schiantato contro le barriere esterne, finendo in seguito avvolto dalle fiamme.

#### Lavazza Team March
Al GP d'apertura del 1976 in Brasile, una 761 venne schierata dalla squadra Lavazza con al volante Lella Lombardi. Qualificatasi con il 22º tempo in prova, terminò la gara al 14º posto.

#### Beta Team March
Per tutta la stagione 1976 il team Beta schierò una March 761 pilotata da Vittorio Brambilla. Il campionato fu costellato di ritiri, e il miglior risultato fu un sesto posto al GP d'Olanda.

#### Sports Cars of Austria
Nel 1976 il team Sports Cars of Austria indisse un concorso per iscrivere un pilota austriaco al locale GP di Formula 1 che si svolgeva sul tracciato dell'Österreichring. Come vettura sarebbe stata fornita una March 761, e il pilota che venne selezionato per guidarla fu Karl Oppitzhauser, il quale non venne però accettato in gara in quanto i commissari non lo ritennero abbastanza capace per condurre in sicurezza la propria vettura durante il Gran Premio.
Unendo i risultati dei vari team, a fine anno la March ottenne un totale di 19 punti e il settimo posto nel mondiale costruttori.

### 1977

#### Hollywood March Racing
Nella stagione 1977 una 761 venne schierata dal team Hollywood con al volante il brasiliano Alex-Dias Ribeiro, il quale non ottenne punti e dovette patire svariati ritiri e non qualificazioni.

#### Williams GP Engineering
Tra i vari team clienti del 1977, il più significativo fu la Williams. In seguito all'acquisto da parte di Walter Wolf della Frank Williams Racing Cars (ribattezzata poi Walter Wolf Racing), Frank Williams decise di fondare una nuova scuderia per partecipare al campionato mondiale di Formula 1 1977, con il nome di Williams GP Engineering. L'esordio della scuderia risale al Gran Premio di Spagna, quinta gara del campionato. La vettura utilizzata montava un telaio March 761 e un motore Ford Cosworth DFV V8. L'unico pilota ingaggiato fu il belga Patrick Nève, che corse con il numero 27, il quale nelle otto gare in cui riuscì a qualificarsi non ottenne punti ma solo qualche piazzamento di rincalzo.

## Risultati in Formula 1

### Con il team ufficiale March Engineering
| Anno | Team              | Motore            | Gomme | Piloti       |     |     |     |     |     |     |     |     |     |     |     |     |     |     |     |     | Punti | Pos. |
| ---- | ----------------- | ----------------- | ----- | ------------ | --- | --- | --- | --- | --- | --- | --- | --- | --- | --- | --- | --- | --- | --- | --- | --- | ----- | ---- |
| 1976 | March Engineering | Ford Cosworth DFV | G     | Peterson     |     | Rit | 10  | Rit | Rit | Rit | 7   | 19  | Rit | Rit | 6   | Rit | 1   | 9   | Rit | Rit | 19    | 7º   |
| 1976 | March Engineering | Ford Cosworth DFV | G     | Stuck        | 4   | 12  | Rit | Rit | Rit | 4   | Rit | 7   | Rit | Rit | Rit | Rit | Rit | Rit | 5   | Rit | 19    | 7º   |
| 1976 | March Engineering | Ford Cosworth DFV | G     | Brambilla    | Rit | 8   | Rit | Rit | Rit | Rit | 10  | Rit | Rit | Rit | Rit | 6   | 7   | 14  | Rit | Rit | 19    | 7º   |
| 1976 | March Engineering | Ford Cosworth DFV | G     | Lombardi     | 14  |     |     |     |     |     |     |     |     |     |     |     |     |     |     |     | 19    | 7º   |
| 1976 | March Engineering | Ford Cosworth DFV | G     | Merzario     |     |     | NQ  | Rit | Rit | NQ  | 14  | 9   | Rit |     |     |     |     |     |     |     | 19    | 7º   |
| 1976 | March Engineering | Ford Cosworth DFV | G     | Oppitzhauser |     |     |     |     |     |     |     |     |     |     | ES  |     |     |     |     |     | 19    | 7º   |

| Anno | Team                   | Motore            | Gomme | Piloti  |     |     |     |     |    |    |    |    |    |    |   |    |    |    |    |   |    | Punti | Pos. |
| ---- | ---------------------- | ----------------- | ----- | ------- | --- | --- | --- | --- | -- | -- | -- | -- | -- | -- | - | -- | -- | -- | -- | - | -- | ----- | ---- |
| 1977 | Hollywood March Racing | Ford Cosworth DFV | G     | Ribeiro | Rit | Rit | Rit | Rit | NQ | NQ | NQ | NQ | NQ | NQ | 8 | NQ | 11 | NQ | 15 | 8 | 12 | 0     | -    |

| Legenda | 1º posto     | 2º posto | 3º posto    | A punti         | Senza punti/Non class.  | Grassetto – Pole position Corsivo – Giro più veloce |
| Legenda | Squalificato | Ritirato | Non partito | Non qualificato | Solo prove/Terzo pilota | Grassetto – Pole position Corsivo – Giro più veloce |

### Con team clienti
| Anno | Team                    | Motore               | Gomme | Piloti |  |  |  |  |    |  |    |    |    |    |    |   |    |   |   |     |  | Punti | Pos. |
| ---- | ----------------------- | -------------------- | ----- | ------ |  |  |  |  | -- |  | -- | -- | -- | -- | -- | - | -- | - | - | --- |  | ----- | ---- |
| 1977 | Williams GP Engineering | Ford Cosworth DFV V8 | G     | Nève   |  |  |  |  | 12 |  | 10 | 15 | NQ | 10 | NQ | 9 | NQ | 7 | 8 | Rit |  | 0     | -    |

| Legenda | 1º posto     | 2º posto | 3º posto    | A punti         | Senza punti/Non class.  | Grassetto – Pole position Corsivo – Giro più veloce |
| Legenda | Squalificato | Ritirato | Non partito | Non qualificato | Solo prove/Terzo pilota | Grassetto – Pole position Corsivo – Giro più veloce |

### Annotazioni
1. ↑  Il team ha corso con diversi nomi per questioni di sponsor.
2. ↑  Si considera la March Engineering come costruttore, non la Williams.